# Русская эмиграция в США
Русская эмиграция в США — процесс переезда граждан России (Российской империи, СССР) на постоянное место жительства в США. Термин «русские» в данном контексте может применяться не только к этническим русским, но и к представителям других этнических групп, населявших Российскую империю или Советский Союз (таких как украинцы, белорусы, евреи и народы кавказского региона), для которых русский язык являлся основным средством общения в домашней среде. Причины эмиграции включали экономические трудности, политические репрессии, религиозную дискриминацию или сочетание этих факторов.

## Волны эмиграции

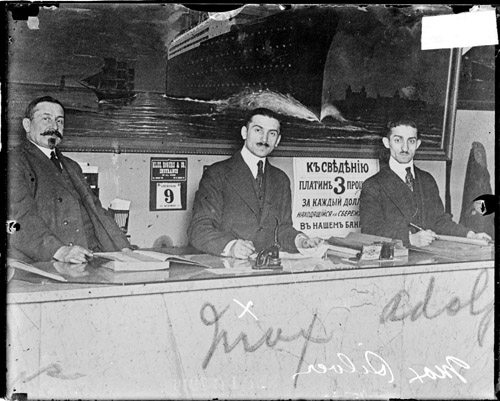
Объявление на русском языке в банке в Чикаго, 1916 год

До падения Российской империи в 1917 году можно выделить два типа иммигрантов: те, кто приезжал по экономическим причинам и те, кто приезжали по политическим причинам. Первая волна крупномасштабной миграции пришлась на 1880—1920 годы. Эта группа эмигрантов в основном состояла из отдельных лиц и групп, спасавшихся от религиозных преследований на родине. В эти группы входили евреи и различные христианские группы, отколовшиеся от Русской православной церкви, в том числе молокане и старообрядцы. Большую группу также составляли евреи; основной причиной иммиграции для них стала волна погромов в России против еврейской общины, последовавшая за убийством Александра II в 1881 году. 
Основным занятием первых выходцев из России было сельское хозяйство, многие имели собственные фермы.
С 1821 по 1909 год из Российской империи (включая Финляндию) прибыло в США 2329,7 тыс. человек, в том числе в 1821—1830 годах — 91 человек, в 1831—1840 годах — 606, в 1841—1850 годах — 656, в 1851—1860 годах — 1611, в 1861—1870 годах — 4536, в 1871—1880 годах — 52,3 тыс., в 1881—1890 годах — 265,1 тыс., в 1891—1900 годах — 593,7 тыс., в 1901—1909 годах — 1410,5 тыс. В эти годы Российская империя заняла четвёртое место среди стран Европы по численности иммигрантов в США. В 1901—1910 годах в составе эмигрантов из Российской империи в США было 44,1% евреев, 27,2% поляков, 9,5% литовцев, 5,6% немцев, 8,1% финнов, а русских было лишь 4,7% (в основном духоборы и другие сектанты). Основными иностранными портами, где производилась посадка российских эмигрантов на пароходы, отправлявшиеся в Америку, были Гамбург, Бремен, Антверпен. Значительное количество эмигрантов из Российской империи отправлялось в Америку на судах Русского Восточно-Азиатского пароходства, Датского пароходного общества и пароходного общества «Балтийский Ллойд» через Либаву.
Большинство русских, прибывших в США с 1880-х годов по 1914 год, стали промышленной рабочей силой. Женщины-иммигранты русско-еврейского происхождения доминировали в швейной промышленности Америки в качестве швей на небольших швейных фабриках и мастерских в Нью-Йорке и других городских районах на северо-востоке. Другие русские, в том числе белорусы и карпато-русины, работали на фабриках в крупных северо-восточных городах, а также на угольных шахтах восточной Пенсильвании, на металлургических заводах в районе Питтсбурга, на бойнях и мясокомбинатах Чикаго. Русское присутствие в некоторых профессиях было настолько выражено, что они создавали свои союзы или отделения союзов, такие как русское отделение Союза рабочих швейных и мужских швейных работ, русско-польское отделение Союза плащевиков, Общество русских сапожников и Общество русских механиков.
В отношении послереволюционной эмиграции обычно выделяют четыре волны.
Первая волна — это послереволюционная эмиграция 1917—1921 годов, состоящая преимущественно из белой эмиграции. Большинство белоэмигрантской волны были выходцами из высших слоёв общества (дворянами, царскими офицерами и интеллигенцией). Многие из этих мигрантов первоначально надеялись вернуться в Россию после краха коммунистического режима, но в конце концов они были вынуждены адаптироваться к американской жизни и ассимилировались в ней. Русские эмигранты этой волны имели гораздо более высокий уровень образования, чем их предшественники, но также поначалу устраивались на чёрную работу. Затем они нашли работу в университетах, в издательской деятельности и другой интеллектуальной занятости. Будучи беженцами и политическими эмигрантами, большинство белоэмигрантов чувствовали, что их пребывание за границей было лишь временным, и что они должны жить русской жизнью во временной ссылке до тех пор, пока неизбежный распад Советского Союза не позволит им вернуться в демократическую Россию. Это была основная идеология, которая объединяла белых русских после Первой мировой войны. Осознавая свою неспособность положить конец коммунистическому правлению в России, некоторые русские американцы направили свои усилия на сообщество русских в Соединённых Штатах и изменение отношения американского общества к русским в целом.
Вторая волна — это процесс эмиграции перемещённых лиц во время Второй мировой войны и сразу после неё. К концу Второй мировой войны 5,6 млн советских людей были за пределами своей страны. Иногда в Америку переезжали религиозные и этнические общины, но в основном это были люди, которых обстоятельства войны вынудили покинуть страну и они не хотели вернуться в сталинский СССР. В эту волну также вошли граждане Прибалтики, не желавшие признавать советскую власть, военнопленные, не желавшие возвращаться в СССР.
Среди третьей волны эмиграции было много политических диссидентов, всемирно известных музыкантов и художников, учёных и писателей, таких как Александр Солженицын и Иосиф Бродский, которые были вынуждены покинуть страну. Любой советский гражданин, осмелившийся эмигрировать в США, становился нерукопожатым. Советский Союз лишал перебежчиков гражданства, отрезал их от контактов с семьями, а иногда запрещал даже упоминание их имён.
Четвёртая волна приходится на конец 1980-х и начало 1990-х годов, её также называют экономической эмиграцией. После распада СССР в 1991 году государственное финансирование науки, техники, медицины и производства было практически прекращено; инфляция взлетела до небес; зарплаты и сбережения были крайне редуцированы. Когда границы были открыты, многие люди покинули страну. Многие из них были учёными и инженерами, которые нашли дома мало перспектив работы и низкие зарплаты. Эти иммигранты внесли крупный вклад в науку США и помогли развитию многих американских компаний-разработчиков программного обеспечения. За несколько лет Россия, ранее закрытая страна, стала активно включаться в международные миграционные процессы, выступая одновременно страной происхождения, страной пребывания и страной транзита. В последующие годы эмиграционные настроения в России преобладали в основном среди социальных групп, которые использовали возможность беспрепятственного выезда из страны для поиска квалифицированной и высокооплачиваемой работы, ведения бизнеса в более благоприятной рыночной среде, постоянного проживания в более комфортных и безопасных условиях. Были также более широкие возможности для обучения за границей.
Все волны эмиграции так или иначе столкнулись с проблемой интеграции в американское общество. На первой волне эмиграции в Америку в самом начале 1920-х годов, русские беженцы, прибывавшие из Константинополя, старались сохранить русские связи и культуру, стремясь создать закрытое сообщество русских. Изоляционисткие настроение русских эмигрантов проявлялось и в правовой среде. Согласно представлениям русских эмигрантов было невозможно совмещать служение родине и переход в новое гражданство. Сторонников натурализации обвиняли в предательстве, поскольку для противников этого процесса это был вопрос не правовых или экономических удобств, а сфера морали и поэтому требовал однозначного выбора. В отличие от натурализации в Европе, где это был сложный процесс, но при этом без натурализации можно было найти работу, политическая и правовая система США не оставляла иммигрантам выбора. Экономические и политические преимущества гражданства пересилили преданность покинутой родине. Различные патриотические организации проводили образовательную работу по разъяснению новоприбывшим иммигрантам преимущества скорейшей натурализации.

## Депортация российских радикалов из США в 1919 году
Российские политэмигранты вместе со своими единомышленниками из Германии и Италии сыграли важную роль в распространении радикальных, анархистских и левых идей в США. К концу 1910-х годов радикальное движение в США, в котором русские играли значительную роль, было настолько сильным, что страну охватила так называемый красный страх — опасения, что в стране может произойти восстание, похожее на большевистскую революцию 1917 года.
В 1919 году президент Вудро Вильсон назначил Александра Палмера Генеральным прокурором США. Будучи обеспокоенным революцией, произошедшей в России в 1917 году, Палмер пришёл к убеждению, что коммунистические агенты планируют свергнуть американское правительство. Палмер нанял Джона Эдгара Гувера в качестве своего специального помощника, и вместе они, использовав Закон о шпионаже 1917 года и Закон о подстрекательстве к мятежу 1918 года, начали кампанию против радикалов и левых организаций. Палмер утверждал, что коммунистические агенты из России планировали свержение американского правительства.
7 ноября 1919 года, во вторую годовщину революции в России, более 10 000 предполагаемых коммунистов и анархистов были арестованы в ходе так называемых рейдов Палмера. Палмер и Гувер не нашли доказательств предполагаемой революции, но многие из этих подозреваемых долгое время содержались под стражей без суда. Подавляющее большинство в конечном итоге было освобождено, но Эмма Гольдман, Александр Беркман, Молли Стаймер и еще 245 человек были депортированы в Россию. Судно «Буфорд», на котором их отправили, называли «советским ковчегом». «Самая опасная женщина в Америке» — так назвал Эмму Гольдман глава ФБР Дж. Эдгар Гувер. «Советский ковчег» отплыл из Нью-Йорка 21 декабря. По воспоминаниям Эммы Гольдман об этом путешествии: «28 дней мы были пленниками. Часовые стояли у дверей наших кают день и ночь, они сопровождали нас на палубах даже в тот час, когда нам разрешали подышать свежим воздухом. Мужчины были заперты в темных и влажных комнатах, их скудно кормили, все мы понятия не имели, куда направляемся». По воспоминаниям Беркмана, «Буфорд» был дырявой старой посудиной, которая неоднократно угрожала жизни в течение этой месячной Одиссеи.
В январе 1920 года в США было арестовано порядка 6 тысяч человек, преимущественно члены профсоюзов. В дальнейшем в ходе еще одного рейда полицией были схвачены ещё 4 тысячи человек, ассоциируемых с радикалами. Только после того, как Палмер ушёл в отставку для участия в президентских выборах, задержания анархистов и представителей левых взглядов прекратились.

## Русские организации в США

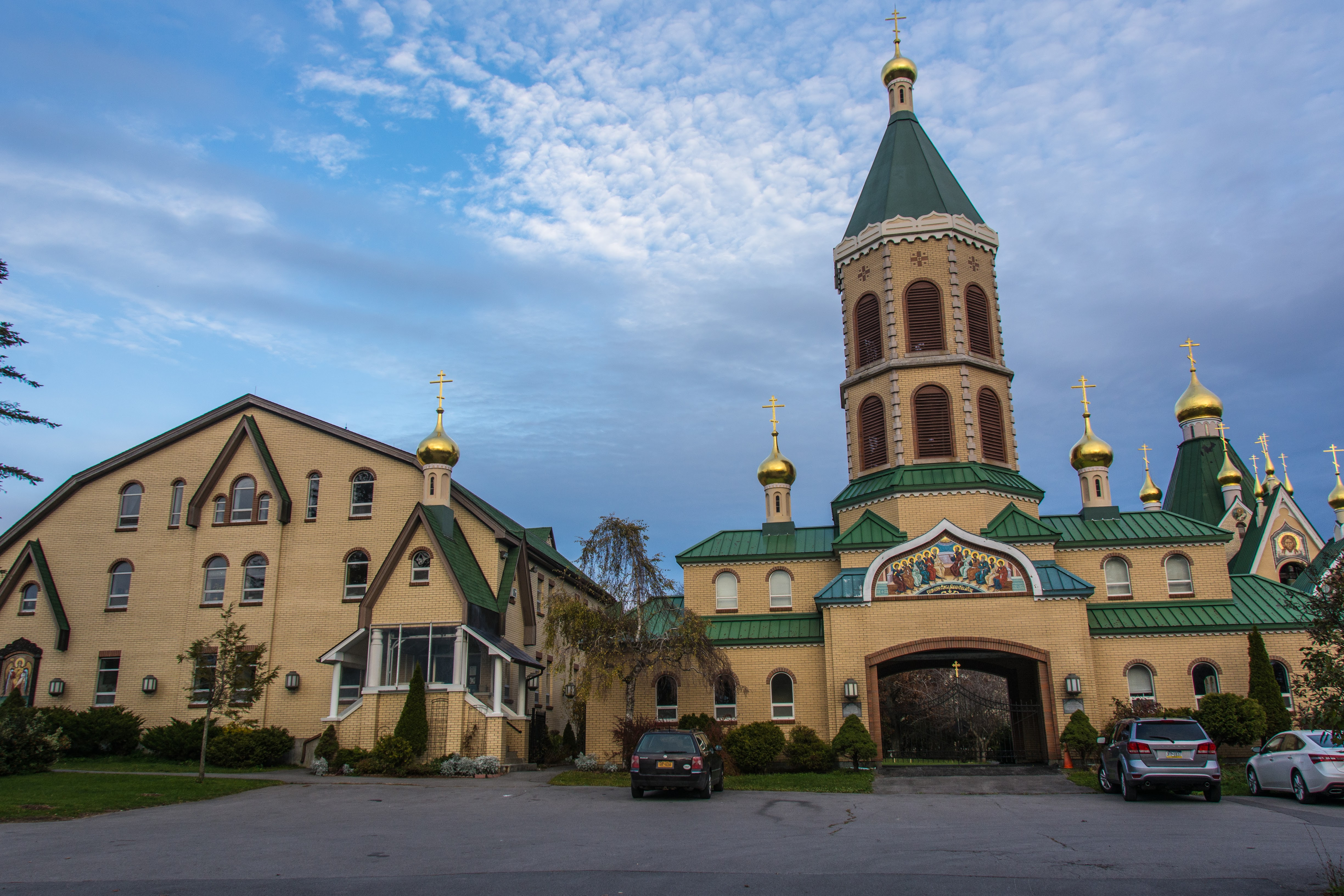
Свято-Троицкий монастырь в Джорданвилле, штат Нью-Йорк, крупнейший и старейший монастырь РПЦЗ в США. Был основан в 1929 году

Первая волна иммиграции заложила в США центры русского зарубежья, такие как Нью-Йорк, Чикаго, Лос-Анджелес и Сан-Франциско. Именно в этих городах начинают создаваться русские клубы и русские культурные центры. Например, в Нью-Йорке возникло «Русское литературно-артистическое общество в Америке», а в Чикаго начало своё существование организация «РУСТО» («Русское трудовое объединение»), «Российское прогрессивное женское общество», Дом просвещения, где проводились русские вечера. В русском драматическом кружке был проведён первый русский вечер (комедия Антона Чехова «Медведь»). В Калифорнии чаще всего оседали те иммигранты, которые переезжали из Китая. В 1921 году при активном участии «Русской газеты» в Калифорнии появилось объединение «калифорнийцев». Нью-йоркская газета «Новое русское слово», первый номер которого вышел был опубликован в 1910 году издаётся по сей день.
В США было множество организаций, фондов, инициатив, занимающихся координированием деятельности групп русского населения. Так, в Нью-Йорке под красным и американским флагом был открыт Первый русский общеколониальный съезд, в этом же городе был организован Первый русский всегражданский съезд, целью которого было объединить между собой все эти организации. В нём приняли участие порядка 30 500 представителей организаций русских иммигрантов. На данном съезд было положено начало Федерации русских организаций в Америке (Federation of Russian Organizations in America). К сожалению, организации были недолговечными и уже спустя 10 лет от них осталась лишь малая часть. Причиной тому — финансовые трудности, вызванные «великой депрессией» 1929 года, которые и привели к закрытию многих русских литературно-художественных журналов и организаций в США. В США развивалась и книгоиздательская деятельность. Одним из центров распространения печатного дела был книжный магазин «Колокол», здесь продавались книги вышедшие в дореволюционной России. В Нью-Йорке было создано Первое русское издательство в Америке в 1918 году, в Сан-Франциско работало издательство «Дело».

В США ещё с начала XX века существовала сеть различных благотворительных организаций, называвшихся обществами взаимопомощи. При них создавались начальные школы, курсы английского языка, велись занятия по профессиональной ориентации и т.д. В 1926 году было создано Русское объединенное общество взаимопомощи в Америке. В 1919 году при финансовой поддержке Бориса Бахметева в Нью-Йорке был создан Русский народный университет. 

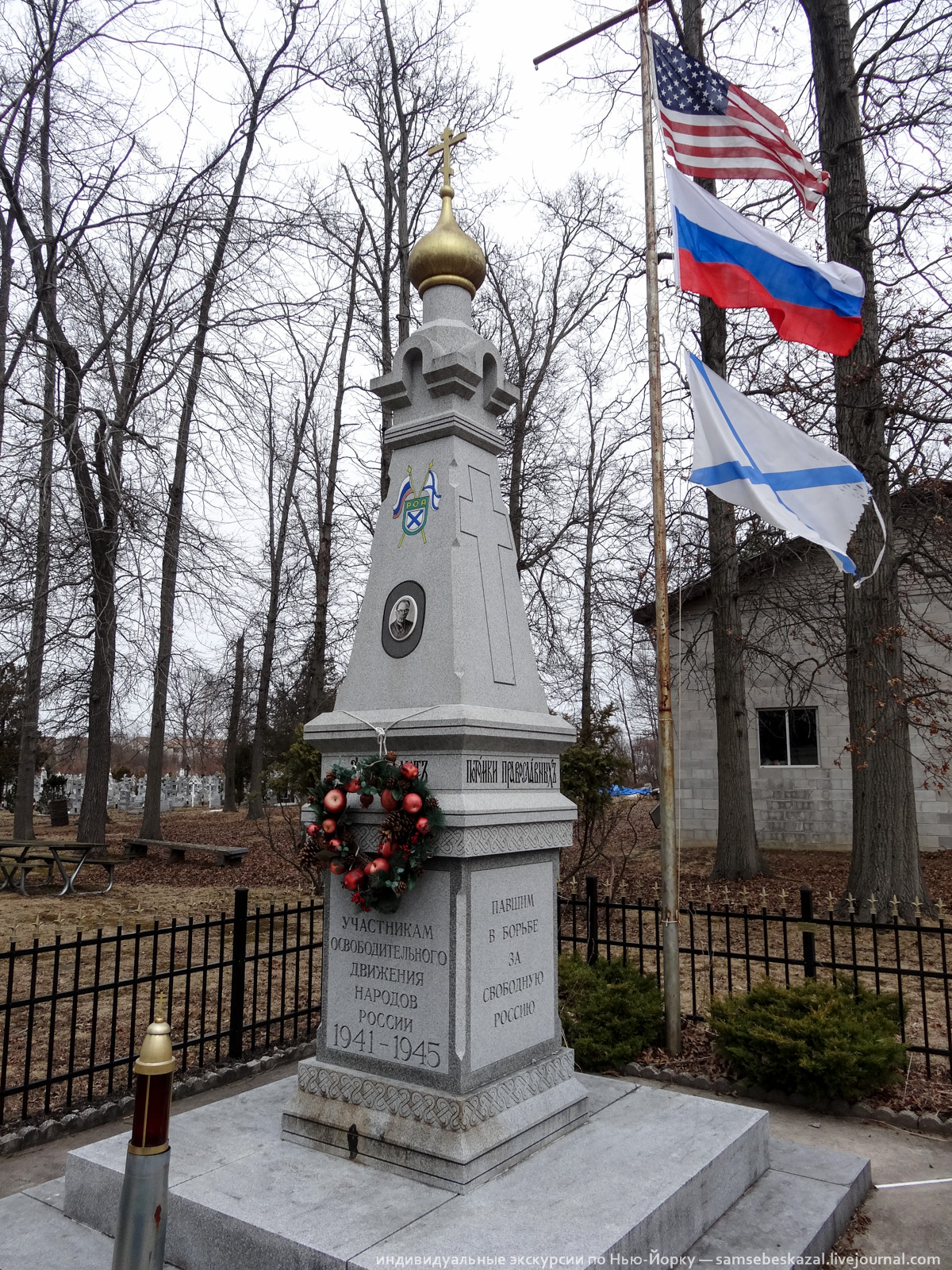
Памятник участникам «Освободительного движения народов России» на русском кладбище в Ново-Дивееве

Очень важная роль, которую иммигранты-гуманитарии играли в жизни США — институционализация изучения России. Именно в 1940-е годы благодаря совместным усилиям американских учёных и правительственных учреждений США история России как академическая дисциплина стала постоянным предметом изучения в США. В этом начинании особо громко звучат имена Карповича, Вернадского, Флоровского, Федотова, Якобсона. Через свои клубы и газету «Новое русское слово» русские иммигранты участвовали в ряде общественных кампаний, наиболее примечательной из которых была организация массовой помощи продуктами питания, одеждой и печатной продукцией обездоленным, пережившим немецкую оккупацию и узникам лагерей для перемещённых лиц в разных странах.
Ещё одной важной организацией, занимающейся организацией деятельности иммигрантов, была православная церковь. Русская православная церковь объединяла представителей разных эмигрантских волн и людей с разным уровнем адаптации к американскому образу жизни. В двадцати милях от Нью-Йорка находится один из исторически важных православных монастырей США. Он основан в 1949 году Адрианом Рымаренко. Ново-Дивеево названо в честь Серафимо-Дивеевского монастыря в России. В Ново-Дивеево находится самое большое православное кладбище за пределами России, более восьми тысяч могил. Здесь покоятся многие выдающиеся русские деятели: Александра Толстая, младшая дочь писателя Льва Толстого, Великая княгиня Вера Константиновна, Александр Павлович Родзянко, генерал-лейтенант Белой Армии на северо-западе России, Ольга Михайловна и Елена Петровна Врангель, вдова и дочь барона Врангеля, княгиня Мария Волконская, князь Михаил Долгорукий. На этом кладбище находится памятник воинам РОА. Среди бывших чинов вооружённых сил КОНР, оказавшихся в эмиграции, возникла идея создания памятника генерал-лейтенанту Андрею Власову и участникам «Освободительного движения народов России». В 1964 году был создан Комитет по увековечиванию памяти павших бойцов РОА. Председателем Комитета стал полковник Партлезник. 26 сентября 1967 года состоялось освящение памятника. Архитектором памятника был Михаил Лермонтов. На монументе написано «Павшим в борьбе за свободную Россию».
Летом 1971 года президент США Ричард Никсон прочитал доклад о положении и деятельности этнических меньшинств в США. В нём говорилось о 32 этнических группах. Никсон воскликнул: «А где же русские?». Русские в докладе не упоминались, так единой организации американцев русского происхождения тогда не было. После этого из Белого дома позвонили профессору-геологу и антикоммунистическому активисту Евгению Александрову и сообщили, что президент заинтересован в создании такой организации. В результате в 1973 году был создан Конгресс русских американцев.
В январе 2021 года, в результате массовых протестов после возвращения в Россию и ареста в аэропорту Шереметьево Алексея Навального, в США была создана организация российской диаспоры, выступающая за свободу и демократию в России Russian America for Democracy in Russia (RADR). Организация объединила россиян в 18 сообществах — от Бостона до Майами на восточном побережье и от Сиэтла до Сан-Диего на западном. Большая часть сторонников организации — политические иммигранты и беженцы, вынужденные уехать из России в результате политически мотивированных преследований. В ответ на полномасштабное вторжение России в Украину в феврале 2022 года, RADR запустила проект сбора средств в поддержку Украины Freedom Birds for Ukraine, направленный на помощь украинским гражданским лицам и служащим ВСУ, в том числе российским добровольцам, входящим в состав ВСУ. В декабре 2023 года решением Минюста РФ RADR была признана нежелательной на территории РФ.

## «Утечка мозгов» в настоящее время
Научное сообщество Российской Федерации в последние годы переживает новую волну «утечки мозгов», которая отличается от эмиграции начала 1990-х годов относительной молодостью мигрантов. С 1992 по 2001 год разрешение на выезд на постоянное жительство за границу получили 43 тысячи граждан России, работающих в сфере науки и образования. Но эти цифры не являются общепризнанными. По данным Росстата, количество уехавших на Запад учёных составило 100 000 человек; в то время как Фонд Карнеги называет цифру в 300 000 человек. Союз научных работников России называет цифру один миллион. Эксперты сходятся во мнении, что отток в большей степени затронул представителей естественных наук, куда в 1990-е годы вошли целые лаборатории, и гораздо меньше затронул специалистов-гуманитариев.
Многие эмигранты заинтересованы в том, чтобы передать своим детям русский язык. Поэтому их отдают в русские детские сады и другие школы и лагеря, оказывающие разнообразные образовательные услуги. Русская православная церковь предоставляет молодым людям площадку, чтобы они могли поддерживать свои религиозные связи. Все эти виды деятельности естественным образом создают неформальные социальные сети. Дневной уход за взрослыми, предоставляющий услуги пожилым людям, играет особую роль в этих сетях и помогает объединять пожилых эмигрантов, а также их более молодых потомков. Русскоязычные книжные магазины часто являются неформальными культурными центрами, в которых организуются концерты, танцы и кулинарные мастер-классы, которые дают людям возможность собраться вместе.
Сегодняшние эмигранты поддерживают множество каналов связи, включая печатные и электронные журналы и газеты, а также рассылки по электронной почте. Эти каналы связи предоставляют информацию о культурных мероприятиях, а также рекламу русскоязычных юристов, врачей, агентов по недвижимости, налоговых специалистов и многих других поставщиков услуг.

## Известные представители русской иммиграции в США
• Иван Турчанинов (1856 год)
• Лев Гартман (1881 год)
• Ирвинг Берлин (1893 год)
• Зельман Ваксман (1910 год)
• Борис Бахметев (1917 год)
• Сергей Рахманинов (1918 год)
• Николай Бородин (1919 год)
• Игорь Сикорский (1919 год)
• Владимир Зворыкин (1919 год)
• Михаил Ростовцев (1920 год)
• Отто Струве (1921 год)
• Василий Болдырев (1922 год)
• Иван Остромысленский (1922 год)
• Борис Сергиевский (1923 год)
• Питирим Сорокин (1923 год)
• Яков Шохат (1923 год)
• Николай Бобровников (1924 год)
• Александр Васильев (1925 год)
• Айн Рэнд (1925 год)
• Георгий Кистяковский (1926 год)
• Георгий Вернадский (1927 год)
• Феодосий Добржанский (1927 год)
• Яков Успенский (1929 год)
• Владимир Ипатьев (1930 год)
• Василий Леонтьев (1931 год)
• Джордж Баланчин (1933 год)
• Георгий Гамов (1934 год)
• Матрёна Распутина (1937 год)
• Владимир Юркевич (1937 год)
• Игорь Стравинский (1939 год)
• Михаил Чехов (1939 год)
• Александр Керенский (1940 год)
• Владимир Набоков (1940 год)
• Виктор Чернов (1941 год)
• Иван Елагин (1950 год)
• Светлана Аллилуева (1967 год)
• Иосиф Бродский (1972 год)
• Михаил Барышников (1974 год)
• Виктор Беленко (1976 год)
• Эрнст Неизвестный (1977 год)
• Сергей Довлатов (1979 год)
• Виктор Шеймов (1980 год)
• Аркадий Кольцатый (1981 год)
• Савелий Крамаров (1981 год)
• Илья Кабаков (1988 год)
• Алексей Абрикосов (1991 год)
• Алексей Пажитнов (1991 год)
• Сергей Хрущёв (1991 год)
• Юрий Швец (1993 год)
• Олег Калугин (1995 год)